# Schwarzfleckiger Zangenbock
Der Schwarzfleckige Zangenbock (Rhagium mordax) ist ein Käfer aus der Familie der Bockkäfer (Cerambycidae). Die Art wird auch als Bissiger Zangenbock, Laubholzzangenbock oder Schrotzangenbock bezeichnet.

## Merkmale
Die Käfer erreichen eine Körperlänge von 13 bis 22 Millimetern. Die Deckflügel (Elytren) sind dunkel und tragen zwei helle, gelbrötliche Querbinden. Die Oberseite der Tiere ist mit einem hellen Toment gezeichnet. Bei fast allen Individuen befindet sich seitlich auf den Deckflügeln hinter der vorderen Querbinde ein tomentloser Fleck. Die Fühler sind kurz und reichen gerade über die Basis der Deckflügel hinaus. Die Schläfen sind zumindest gleich lang, wie die Facettenaugen. Die Art unterscheidet sich vom Eichen-Zangenbock (Rhagium sycophanta) durch dessen charakteristische Beule zwischen der Schulter und dem Schildchen (Scutellum), die dem Schwarzfleckigen Zangenbock fehlt. Auch fehlt bei der ähnlichen Art der kahle Fleck hinter der vorderen Querbinde.

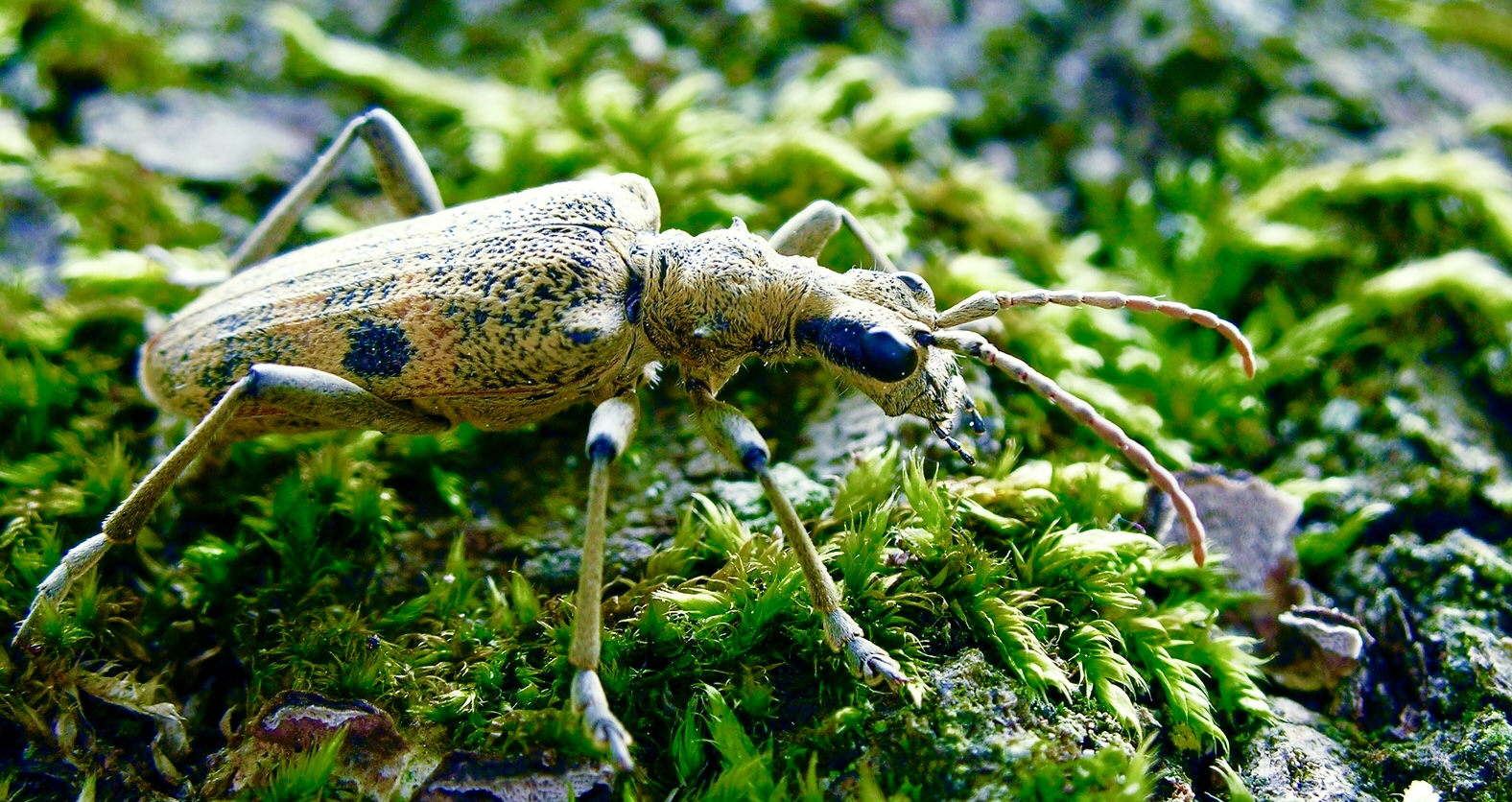
Rhagium mordax auf einem vermoosten Baumstamm

## Vorkommen und Lebensraum
Die Art ist in Europa und Asien verbreitet. Sie tritt in Europa bis in den hohen Norden und auch auf den Britischen Inseln auf. Die Käfer leben in Wäldern vom Flachland bis ins Gebirge. In Südeuropa findet man die Art bis an die Mittelmeerküste, wobei sie dort höhere Lagen besiedelt.

## Lebensweise
Die Käfer treten von Mai bis August auf. Man findet sie an sonnigen Tagen insbesondere an Baumstümpfen und auf den Blüten von Doldenblütlern. Die Larven entwickeln sich in Stämmen und Baumstümpfen verschiedener Laubbäume, wie Eichen (Quercus), Buchen (Fagus), Birken (Betula) und Linden (Tilia). Selten wird auch Nadelholz besiedelt. Die Verpuppung erfolgt in einer Puppenwiege unter der Rinde. Die Imagines schlüpfen schon im Herbst, überwintern jedoch noch in der Puppenwiege. Sie benötigen zwei, in höheren Lagen drei Jahre für ihre Entwicklung.
|                                                  |               |
| Puppe des Zangenbocks in Puppenwiege (Weißtanne) |               |
|                                                  |               |
| Frisch geschlüpft, noch nicht ausgefärbt         |               |
|                                                  |               |
| Gleiches Tier 2 Tage später                      | Seitenansicht |
|                                                  |               |
| Frontalansicht, Käfer an Knospe nagend           |               |

## Belege